# Ники Бърн
Николас Бернард Джеймс Адам Бърн, по-извен като Ники Бърн, е ирландски певец, текстописец, телевизионен и радио водещ, танцьор и бивш футболист.
Член е на ирландската момчешка група „Уестлайф“. Бърн представя родината си на „Евровизия 2016“ в Швеция с песента „Sunlight“ („Слънчева светлина“).